# Барбанджиа
Барбанджиа (абх. Барбанџьа) — абхазский языческий обрядовый костер, разжигаемый 27 августа в ночь перед Нанхуа.

## Народные обычаи
Абхазы в ночь перед Нанхуа не спали, ибо считалось, что в эту ночь злые духи бодрствуют и шастают везде в поисках людей. По традиции молодежь собиралась в ближайшем к поселению лесу и разводила костер барбанджиа, через который необходимо было перепрыгнуть три раза, приговаривая "нечистую сжёг", чтобы очиститься от злых духов.
Перед тем как разжечь костёр, вокруг себя необходимо было рассыпать соль. Также предполагалось, что первый посторонний человек, который подойдёт погреться у костра и есть злой дух.

## Упоминание в литературе
В рассказе абхазского писателя Анатолия Лагулаа "Сольвейг" есть такие строки:
Солнце опустилось и соприкоснулось с пригорком. Отсюда казалось, что это не солнце, а ритуальный костер – барбанджия. Вот и Сольвейг добежала до него. Может она уже бросает в него мелкие хворостинки, повторяя слова бабушки «сжигаю нечистую силу, поджигаю, чтобы духа его не было».